# Namri
Namri (Namar) fou un territori oriental d'Assíria. Sembla que era el territori original dels cassites i que els seus habitants eren cassites. Limitava al nord amb Parsua, però la influència cassita s'estenia fins a Allabria. La seva localització és incerta, però era al nord del Diyala i s'estenia almenys fins al Zab Inferior i probablement fins al superior. "Yanzu" era el títol d'almenys alguns dels prínceps de Namri, si bé a vegades la persona és esmentada pel títol com si fos el nom.
El 859 aC o més probablement el 858 aC, Salmanassar III va fer una curta expedició a la terra de Namri i a la terra de Simisi, al nord del país de Khalvan, de difícil localització.
Una segona expedició contra Zamua (probablement per a recaptar-ne el tribut) i Namri es va fer vers el 844 aC; llavors, Namri estava governada per un príncep de nom Marduk-shum-udanmiiq, d'origen babiloni, que fou expulsat pels assiris i un príncep local del districte de Bit-Khamban (Habban o Hanban), de nom Yanzu (probablement no era el nom, sinó el títol), fou posat al seu lloc. Al cap de 8 anys (836 aC), el nou príncep va refusar pagar el tribut anual i el rei Salmanassar va creuar el Zab i va envair altre cop el país. Yanzu va fugir a les muntanyes i el país fou assolat i deixat buit. Salmanassar, content amb aquest petit èxit, es va dirigir llavors cap al nord, a territori de Parsua, que va pagar tribut (estava dividit en almenys 27 prínceps), i girant cap a l'est va entrar al país d'Ellipi, que era habitat per clans medes, on diverses ciutats foren saquejades, si bé no va passar de ser una ràtzia de saqueig; va retornar per la via del sud, i passà a prop de la moderna Hulwan. Yanzu fou fet presoner i portat a Assíria.
Sota Salmanassar III, es van fers altres dues campanyes a Namri, el 836/835 i 829/828. La del 836/835 la va dirigir el rei en persona. La del 829/828 aC la va dirigir el tartan Ashur-Dayan i els habitants van fugir a les muntanyes i abandonaren tots els seus béns; el tartan va saquejar, destruir i cremar 250 pobles, i retornà a Assíria per Hulwan. Tot i aquest càstig, el 814 aC era plenament independent i lluitava al costat de babilònia i s'hi va fer una altra campanya i va lluitar al costat de Babilònia; un contingent de Namri va participar en la Batalla de Dur Papsukal; el rei Shamshi-Adad V hi hauria fet campanya vers el 813 aC.
La crònica assíria dels epònims recorda campanyes contra Namri el 797 (Adadnirari III), 749, 748 (Ashurnirari V) i 744/743 (Teglatfalassar III). En aquesta darrera, motivada perquè hordes de gent de Namri havien fet incursions a Assíria durant els darrers anys, el rei va dirigir les seves tropes a Namri i Mataa, i entrà al país per Bit-Zatti, Bit-Abdadani, Arziah, i altres districtes cap a Nishai; els districtes de Bit-Sumurzu i Bit-Khamban foren agregats a territori assiri i es van nomenar governadors. La ciutat de Nikur, una de les destruïdes al començament de la campanya, fou restaurada i repoblada amb colons; els assiris van entrar a Mataa (Mèdia), però no directament el rei sinó una part de l'exèrcit manat per Asshur-dani-nani, que havia de castigar les tribus del sud de la mar Càspia; la marxa està descrita, però la manca de coneixements geogràfics de la zona no permet seguir-la. El 737 aC, es va haver de fer una nova expedició a Namri i a Mataa. Els districtes arameus de Bit Sanguibuti, Bit Khamban i Sumurzu foren assolats. Van trobar ferotge resistència per part del príncep de Bit Kabri, l'antecessor del qual, Battanu, ja s'havia destacat en la lluita del 744 aC. Des d'aquest regnat, el país va començar a estar subjecte a Assíria, domini que va completar després Sargon II.
El 715 aC, Yanzu de Namri va retre homenatge a Sargon II, però al mateix temps es revoltava la província de Kharkhar, creada mesos abans. Sargon la va recuperar i la va augmentar en mesura afegint-li nous territoris; la ciutat de Dur-Sharrukin fou fortament fortificada i es va erigir en una posició essencial enfront de Mèdia. Vint-i-dos o trenta-quatre prínceps medes van oferir tributs i regals a Sargon i li van prometre un tribut anual de cavalls. Totes aquestes campanyes van debilitar la influència de Rusa I d'Urartu a la zona i a occident.
La darrera expedició la va haver de fer Senaquerib (705-681 aC) en la seva segona campanya. Després, va romandre en mans d'Assíria fins vers el 616 aC, quan va passar als medes.